# Пронаос

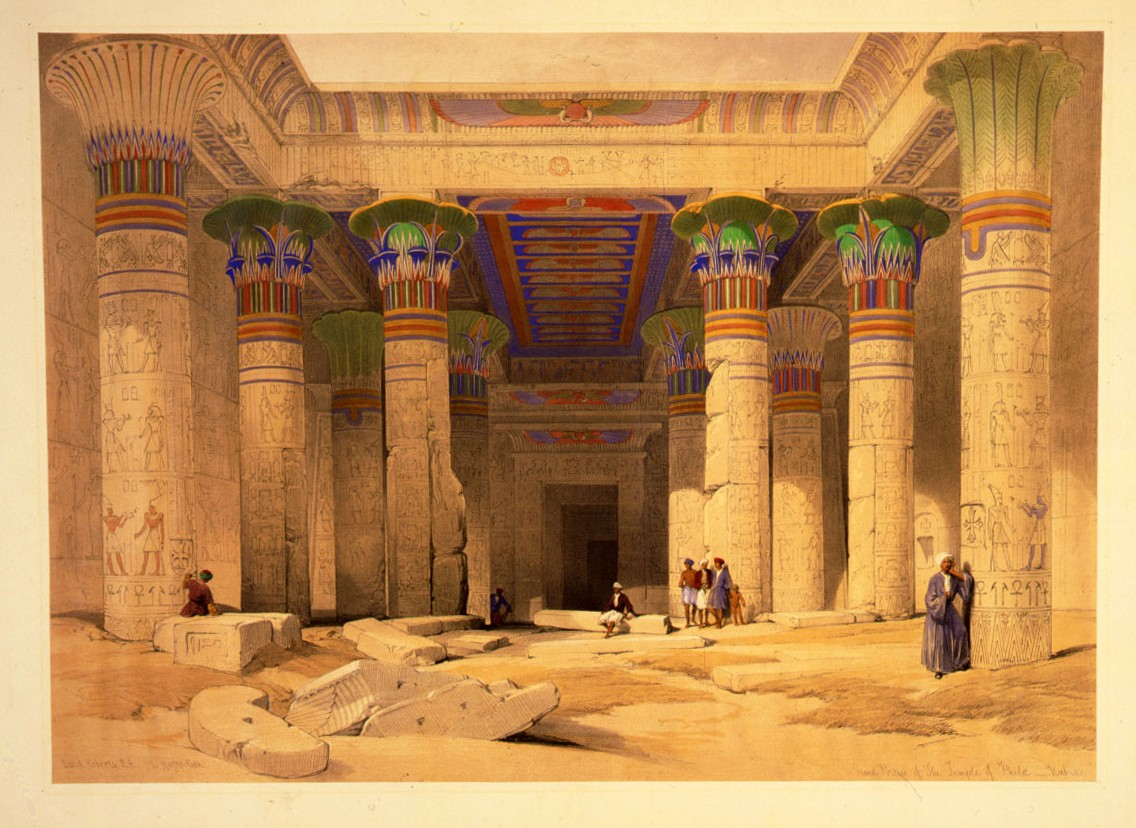
Пронаос храма на острове Филы в Египте. Цветная литография по рисунку Д. Робертса. 1848

Про́наос (от др.-греч. τὸ πρόναον) — открытая или закрытая пристройка перед входом в храм, передняя, проходная часть античного дома, дословно: предзал, по своему положению соответствующий описфодо́му. Говоря иными словами, пронаос — это преддверие храма; полуоткрытая часть античного здания между входным портиком и наосом (у римлян — целлой). Спереди пронаос часто ограждается двумя колоннами, по сторонам — выступающими частями стен в виде антов.

## Краткое описание
Пронаос (передний зал) происходит от двух греческих слов: про (греч. προ) — перед и наос (греч. νάον) — зал, помещение.

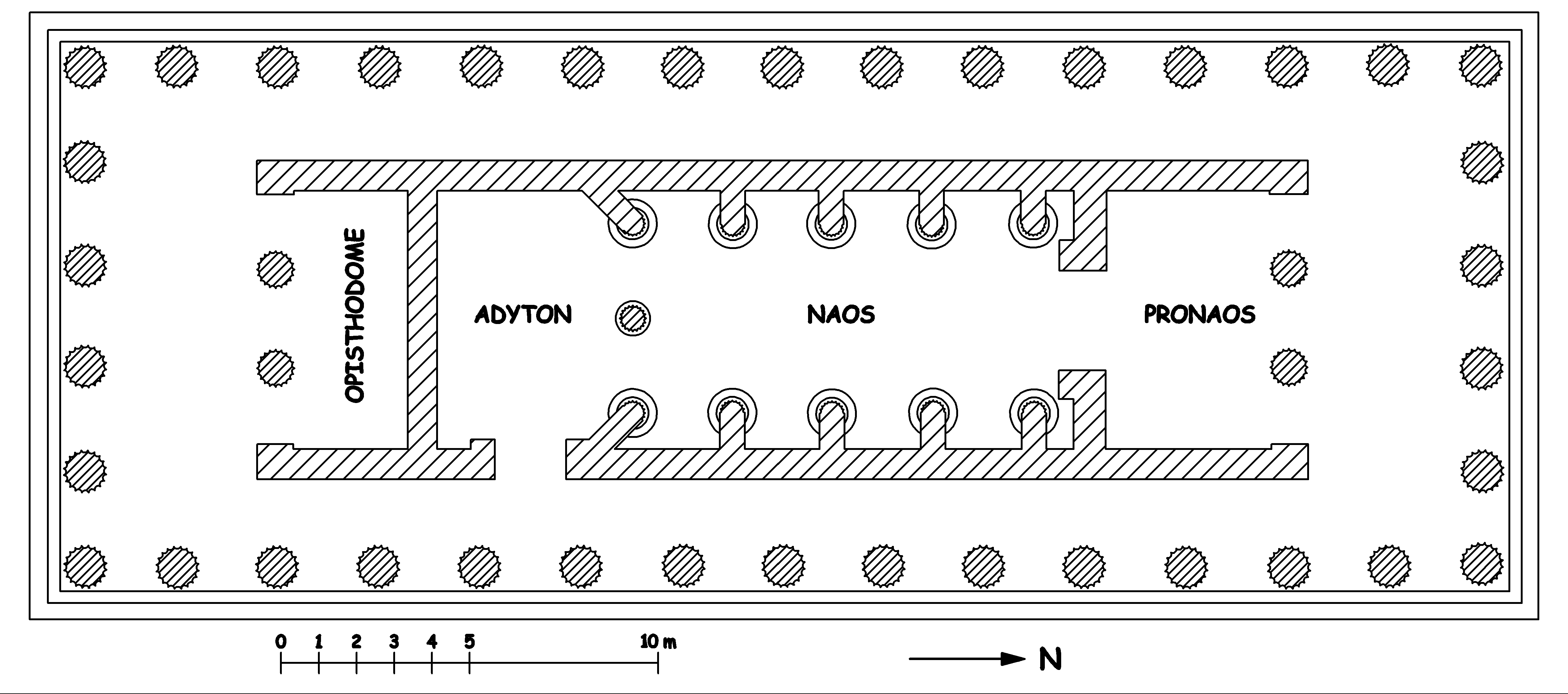
План Храма Аполлона в Бассах

В полном согласии с подстрочным переводом слова, пронаос — это передняя или проходная часть храма, иногда она может быть отчасти открытой (например, в виде портика, простиля или антов). Ранняя форма в архаических мегаронах — продомос (др.-греч. πρόδομος — перед домом, передняя).
В христианских храмах пронаос — это, как правило, западное преддверие основного помещения храма: наоса (в латинской традиции целлы). Пронаос — то же, что нартекс, в русских церквях — притвор. В странах холодного климата нартекс имеет форму закрытой пристройки, в которой иногда совершаются подготовительные обряды, в частности, в восточной церкви, с «оглашёнными» (прихожанами, ещё не получившими крещения), например, освящение даров. В противоположность пронаосу, в античных храмах имелась сакральная (или тайная) часть (опистодом, расположенная позади жертвенника и предназначенная для хранения ценностей). Примерно таким же образом и ризница (или сакристия) противоположна притвору.
В применении к обычному европейскому дому пронаос — это прихожая (тоже своеобразное помещение для «прихожан» или прохожих людей). В деревенском доме пронаос — привычно называется сенями, в дачных постройках — верандой с крыльцом.